# ルーカス・マティセー
ルーカス・マティセー（Lucas Matthysse、1982年9月27日 - ）は、アルゼンチンの元プロボクサー。チュブ州トレレウ出身。元WBC世界スーパーライト級暫定王者。元WBA世界ウェルター級レギュラー王者。世界2階級制覇王者。

## 来歴

### アマチュア時代
2001年6月、北アイルランドベルファストで開催された世界ボクシング選手権にライトウェルター級(63.5kg)で出場するが1回戦で敗退した。
2003年8月、ドミニカ共和国サントドミンゴで開催されたパンアメリカン競技大会にライトウェルター級(64kg)で出場するが1回戦でブレイディス・プレスコットに敗退した。
アマチュア時代にマルコス・マイダナと4度対戦しており戦績は0勝3敗1分け。

### プロ時代
2004年6月4日、チュブ州トレレウのヒムナシオ・ムニシパル N°1でレアンドロ・アルマグロとデビュー戦を行い、2回TKO勝ちを収めた。
2006年4月1日、サンタフェ州サンタフェのクルブ・アトレティコ・ウニオンでビクトル・ダニエル・リオスとWBOラテンアメリカスーパーライト級王座決定戦を行い、2回2分13秒KO勝ちを収め王座獲得に成功した。
2006年10月21日、ブエノスアイレス州フニンでディエゴ・ヘスス・ポンセと対戦し、2回36秒KO勝ちを収めWBOラテンアメリカ王座を初防衛した。
2007年6月2日、ブエノスアイレス州でアリエル・フランシスコ・ブルゴスと対戦し、4回2分14秒KO勝ちを収めWBOラテンアメリカ王座2度目の防衛に成功した。
2009年11月21日、ブエノスアイレスでフローレンシオ・カステジャーノとWBOラテンアメリカスーパーライト級暫定王座決定戦を行い、4回KO勝ちを収め王座を獲得した。
2010年8月27日、サンタフェ州ロサリオでロヘリオ・カスタネダ・ジュニアと対戦し、初回KO勝ちを収めWBOラテンアメリカ暫定王座を初防衛した。
2010年11月6日、ニュージャージー州ニューアークのプルデンシャル・センターでザブ・ジュダーとIBFスーパーライト級王座並びにWBOスーパーライト級王座への挑戦権を懸けたNABO北米スーパーライト級王座決定戦を行い、1-2（113-114、113-114、114-113）の判定負けを喫しNABO王座の獲得に失敗、IBF王座及びWBO王座への挑戦権獲得にも失敗した。
2011年1月21日、メンドーサ州ラス・エラスのポリデポリティーボ・ビセンテ・ポリメニで元WBO世界スーパーライト級王者のデマーカス・コーリーとWBOインターコンチネンタルスーパーライト級王座決定戦を行い、8回TKO勝ちを収め王座を獲得した。
2011年6月25日、ミズーリ州セントチャールズのファミリー・アリーナでデボン・アレクサンダーとノンタイトル10回戦を行い、1-2（93-96、94-95、96-93）の判定で敗北した。
2012年2月10日、チュブ州トレレウのヒムナシオ・ムニシパル N°1でアンヘル・マルティネスとWBAインターコンチネンタルスーパーライト級王座決定戦を行い、6回1秒、マルティネスの棄権により王座を獲得した。
2012年6月23日、カリフォルニア州ロサンゼルスのステイプルズ・センターでウンベルト・ソトとWBCアメリカ大陸スーパーライト級王座決定戦を行い、ソトの5回終了時棄権により王座を獲得した。
2012年9月8日、ネバダ州ラスベガスのハードロック・ホテル・アンド・カジノでアホセ・オルセグンとWBC世界スーパーライト級暫定王座決定戦を行い、10回2分59秒TKO勝ちを収め王座を獲得した。
2013年1月26日、ネバダ州ラスベガスのハードロック・ホテル・アンド・カジノにあるザ・ジョイントにてマイク・ダラス・ジュニアと対戦し、初回2分26秒KO勝ちを収め、初防衛に成功した。
2013年5月18日、ニュージャージー州アトランティックシティのボードウォーク・ホールでIBF世界スーパーライト級王者ラモン・ピーターソンと141ポンドのキャッチウェイトで対戦した。スーパーライト級の制限体重140ポンドを超えたキャッチウェイトであったためノンタイトル戦と発表されていたが、試合後マティセーのWBC王座は防衛回数がカウントされるという不可解な事態が起きた。試合は2回に1度、3回に2度ダウンを奪い、3回2分14秒TKO勝ちを収め、2度目の防衛に成功した。
2013年8月、同年9月14日のダニー・ガルシア戦に向け、ロサンゼルス、ニューヨーク、プエルトリコの3都市を廻る宣伝ツアーが予定されていたがマティセーはこれを全てキャンセル、宣伝ツアーを一人で廻ることになったガルシアは「マティセーが土壇場でツアーをキャンセルをしたことは腹だたしい」と遺憾の意を示した。
2013年9月14日、ネバダ州ラスベガスのMGMグランド・ガーデン・アリーナでWBAスーパー・WBC世界スーパーライト級王者のダニー・ガルシアと対戦し、12回0-3（112-114、112-114、111-115）の判定負けを喫しWBC王座の統一並びにWBAスーパー王座の獲得に失敗した。
2014年4月26日、カリフォルニア州カーソンのスタブハブ・センター・テニスコートでWBO世界ライト級12位ジョン・モリーナ・ジュニアとWBCアメリカ大陸スーパーライト級王座決定戦を行った。アントニオ・デマルコに世界戦で挑戦して秒殺されている格下のモリーナに苦戦するが11回22秒KO勝ちを収め王座獲得と再起に成功した。
2014年9月6日、オハイオ州シンシナティのU.S.バンク・アリーナでWBC世界スーパーライト級シルバー王者ロベルト・オルティズと対戦し、2回2分45秒KO勝ちを収め王座獲得に成功した。
2015年4月18日、ニューヨーク州ヴェローナのターニング・ストーン・リゾート・アンド・カジノでルスラン・プロボドニコフとスーパーライト級契約12回戦を行った。試合前から年間最高試合候補と期待されたハードヒッター同士の一戦は、期待通りの激戦になり、12回2-0（114-114、115-113、115-113）の判定勝ちを収めた。
2015年10月3日、カリフォルニア州カーソンのスタブハブ・センター・テニスコートでWBC世界スーパーライト級1位のビクトル・ポストルとWBC世界スーパーライト級王座決定戦を行い、プロ初のKO負けとなる10回2分58秒KO負けを喫し2年1ヵ月ぶりの王座返り咲きに失敗した。
2016年3月9日、同年5月7日にT-モバイル・アリーナでマウリシオ・ヘレーラとウェルター級転向戦を行う予定だったが、ポストル戦で負った左目の眼窩底骨折が回復しなかったため中止になった。
2017年5月6日、1年7ヵ月ぶりの試合をT-モバイル・アリーナにてサウル・アルバレスvsフリオ・セサール・チャベス・ジュニアの前座で、エマニュエル・テイラーとウェルター級10回戦を行い、5回2分21秒TKO勝ちを収めた。
2017年11月13日、WBAはWBA世界ウェルター級1位のティーラチャイ・クラティンデーンジムとWBA世界ウェルター級3位のルーカス・マティセーに対しWBA世界ウェルター級レギュラー王座決定戦を行うよう指令を出した。同月6日から対戦交渉を開始し30日以内に合意に至らなければ入札になるとのこと。
2018年1月27日、カリフォルニア州イングルウッドのザ・フォーラムでWBA世界ウェルター級1位のティーラチャイ・クラティンデーンジムとWBA世界ウェルター級レギュラー王座決定戦を行い、8回1分21秒KO勝ちを収め2階級制覇を達成した。1月31日、WBAはマティセーを1月度の月間優秀選手賞に選出した。
2018年7月15日、マレーシア・クアラルンプールのプトラ・インドア・スタジアムにて元世界6階級制覇王者でWBA世界ウェルター級1位のマニー・パッキャオと対戦し、7回2分43秒TKO負けを喫しWBA王座の初防衛に失敗し王座から陥落した。
2018年8月2日、現役引退を表明した。

## 獲得タイトル
- WBOラテンアメリカスーパーライト級王座
- WBOラテンアメリカスーパーライト級暫定王座
- WBOインターコンチネンタルスーパーライト級王座
- WBAインターコンチネンタルスーパーライト級王座
- WBCアメリカ大陸スーパーライト級王座
- WBC世界スーパーライト級暫定王座（防衛2）
- WBA世界ウェルター級レギュラー王座（防衛0）